# Governo Dăncilă
Il governo Dăncilă è il ventiduesimo esecutivo della Repubblica di Romania dopo la rivoluzione romena del 1989, il terzo dell'VIII legislatura.

## Cronologia del mandato

### Incarico
In seguito alle elezioni parlamentari in Romania del 2016, vinte dal Partito Social Democratico (PSD), vista l'impossibilità per il presidente del partito Liviu Dragnea di proporre direttamente la propria candidatura alla posizione di primo ministro per via di una condanna che stabiliva l'interdizione a tale carica, nel gennaio 2017 si formò un governo con a capo Sorin Grindeanu. 
Questo rimase in carica fino al giugno 2017, quando emergenti contrasti tra il premier e il presidente del PSD convinsero il partito a presentare una mozione di sfiducia parlamentare contro il primo ministro. 
Nacque, quindi, un nuovo esecutivo guidato da Mihai Tudose che, però, entrò presto in conflitto con Dragnea, elemento che il 15 gennaio 2018, al culmine delle dispute, spinse l'ufficio esecutivo del PSD ad annunciare il ritiro del proprio sostegno politico al premier, costringendolo alle dimissioni. 
In sua sostituzione, dopo un breve periodo ad interim di Mihai Fifor, il PSD indicò l'europarlamentare Viorica Dăncilă, vicina a Dragnea, già presidente dell'organizzazione femminile del partito.
Il nuovo premier designato presentò una squadra composta da 27 ministri (di cui 4 vice primi ministri, uno in più rispetto al governo precedente), con la riconferma di 10 nomi dal governo Tudose. 
Il 29 gennaio 2018 il nuovo gabinetto ottenne il voto di investitura da parte del parlamento (282 voti favorevoli e 136 contrari), grazie al supporto del PSD, del partner di governo dell'Alleanza dei Liberali e dei Democratici (ALDE) e dei regionalisti filoungheresi dell'Unione Democratica Magiara di Romania (UDMR), con cui il PSD aveva stretto un accordo per il sostegno parlamentare esterno. 
Viorica Dăncilă divenne il terzo primo ministro socialdemocratico nel giro di 12 mesi, nonché la prima donna premier nella storia della Romania.

#### Critiche alle nomine della squadra di governo
Critiche contro il nuovo esecutivo furono espresse da tutti i leader dell'opposizione. Il capogruppo del Partito Nazionale Liberale (PNL) alla camera Raluca Turcan affermò che Dragnea aveva sostenuto Dăncilă poiché facile da manovrare per i suoi scopi.  
Una simile posizione fu sostenuta dal presidente di Unione Salva Romania (USR) Dan Barna, che riteneva il premier in balia delle scelte di Liviu Dragnea in materia di depenalizzazione dei reati di corruzione. 
Traian Băsescu (Partito del Movimento Popolare) affermò di non aspettarsi novità sostanziali dal PSD, cui attribuiva le colpe di una cattiva gestione delle finanze dello stato. Victor Ponta (indipendente) ironizzò sulla brevità dei recenti governi presieduti dai socialdemocratici.

### Battaglia con l'opposizione

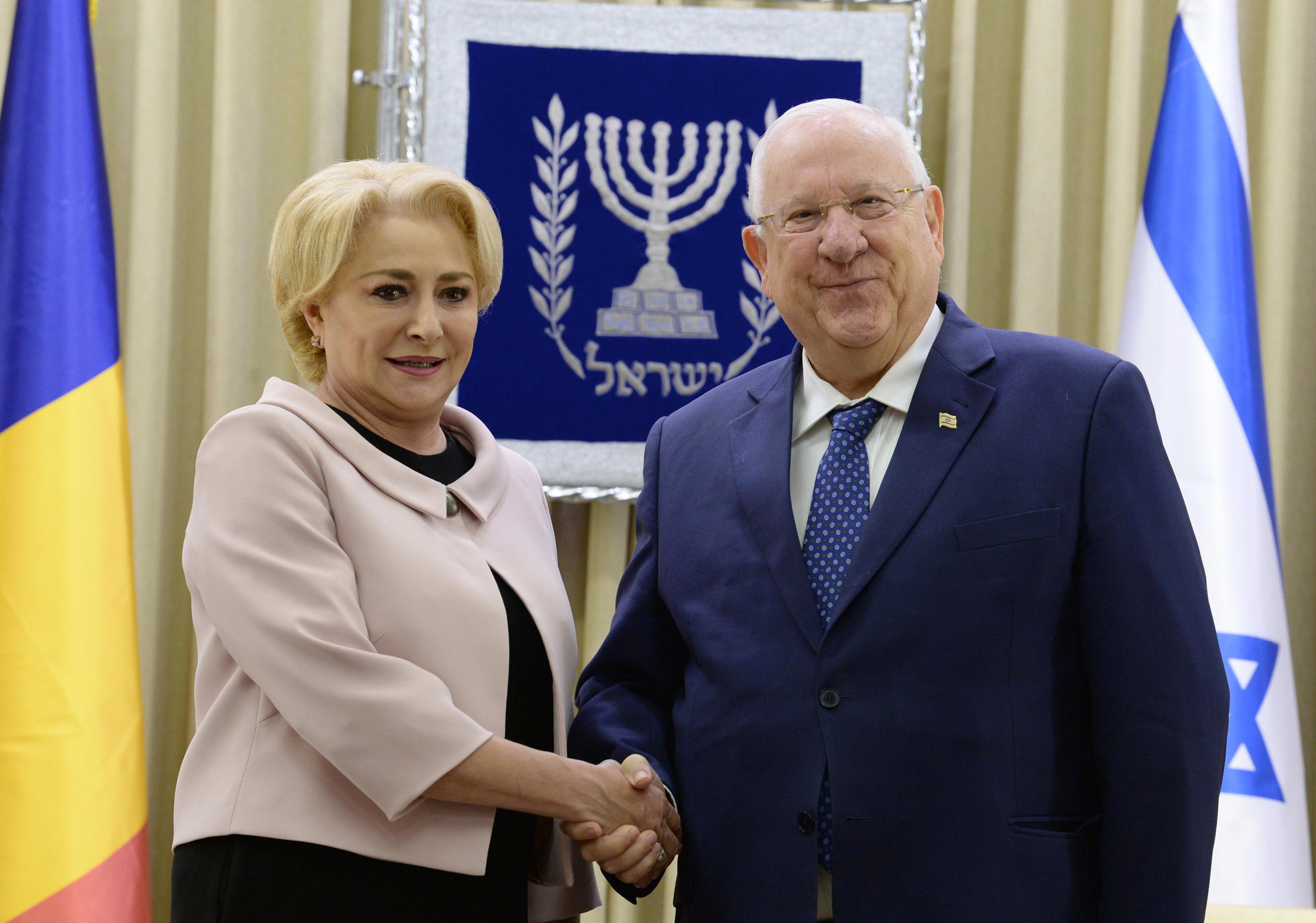
Viorica Dăncilă con il presidente di Israele Reuven Rivlin nel corso della visita di stato del primo ministro romeno a Gerusalemme il 26 aprile 2018.

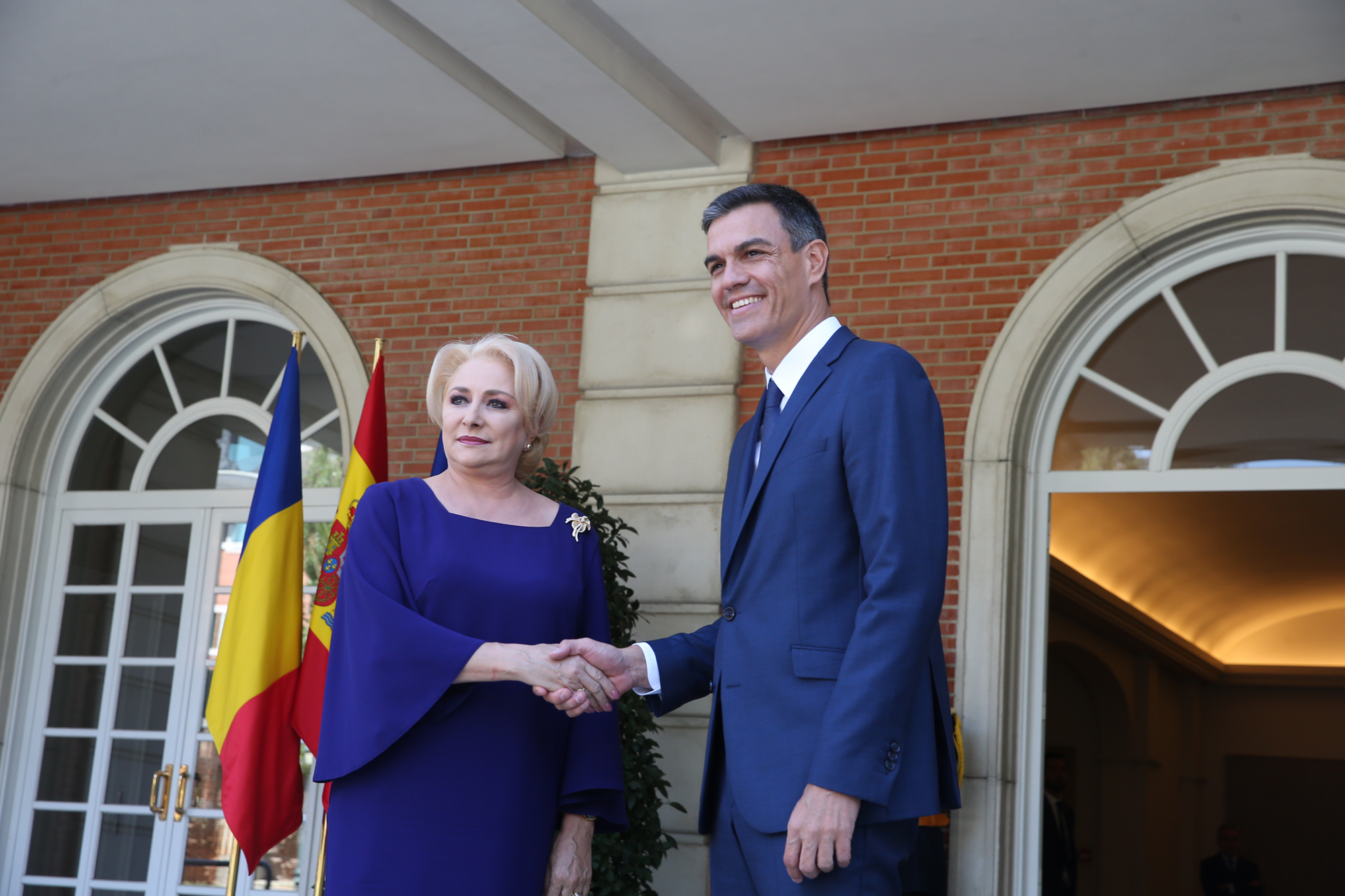
Viorica Dăncilă con il presidente del governo spagnolo Pedro Sánchez durante un incontro a Madrid il 6 settembre 2018.

Nel corso del suo mandato di primo ministro, apertamente sostenuta da Dragnea, Viorica Dăncilă entrò ripetutamente in contrasto con il presidente della repubblica Klaus Iohannis (vicino al PNL), mentre i rapporti con l'opposizione furono segnati da una costante tensione. 
In aprile le alte sfere del PSD rilasciarono delle dichiarazioni riguardanti l'operato della Banca nazionale della Romania, sulle quali Iohannis chiese delle spiegazioni. 
Più tardi, il 27 aprile, una visita di stato del premier in Israele e le sue osservazioni a favore dello spostamento dell'ambasciata romena da Tel Aviv a Gerusalemme spinsero il presidente della repubblica a chiederne apertamente le dimissioni, per averne scavalcato le competenze in materia di politica estera.
Inserendosi nella battaglia in atto tra l'esecutivo e la presidenza della repubblica, il leader del PNL Ludovic Orban nel maggio 2018 sporse una denuncia penale per alto tradimento nei confronti del primo ministro e del presidente del PSD Dragnea, ritenuti colpevoli di aver fornito dati mistificati a Iohannis e il mese successivo, il 27 giugno 2018, sottopose al parlamento una mozione di sfiducia che, però, fu bocciata.
Il principale piano di aspro confronto fu, però, quello della giustizia. Dopo un turbolento periodo di proteste, in giugno un pacchetto di leggi riguardanti delle modifiche al codice penale, elaborato dalla commissione giustizia presieduta da Florin Iordache, fu approvato in parlamento dalla maggioranza, scatenando le reazioni di PNL e USR, che ritenevano le misure un attacco al potere giudiziario. 
In luglio, inoltre, dopo che in febbraio il ministro della giustizia Tudorel Toader ne aveva richiesto la rimozione per presunte reiterate violazioni della costituzione, il PSD ottenne la revoca dell'incarico del procuratore capo della Direzione nazionale anticorruzione Laura Codruța Kövesi, considerata dal partito il simbolo del giustizialismo e della mancanza di garantismo nel paese. 
L'iniziale rifiuto di Iohannis di procedere alla revoca, tuttavia, fu sovvertito da una sentenza della corte costituzionale che obbligò il capo di stato alla firma del documento. 
Le manovre del governo sulla giustizia, ad ogni modo, furono oggetto delle critiche della stampa internazionale, che vedeva in tali mosse un pericolo per la preservazione della democrazia e per l'indipendenza della magistratura nel paese.
In risposta alle voci dell'opposizione, il 9 giugno il PSD organizzò una manifestazione nella capitale per esprimere il proprio supporto al governo Dăncilă, cui presero parte migliaia di sostenitori del partito. 
Nel corso del suo intervento Dragnea lanciò duri attacchi a Iohannis e alla magistratura, accusandoli di far parte di uno stato parallelo ed occulto interessato ad utilizzare le istituzioni in modo illegittimo con finalità politiche e personalistiche. 
Il 21 giugno, a contribuire ulteriormente alla tensione politica, Liviu Dragnea subì in primo grado una nuova condanna a tre anni e sei mesi di reclusione per il reato di abuso d'ufficio.
In luglio il primo ministro presentò un rapporto sull'operato dei primi sei mesi di governo che evidenziava una crescita di tutti gli indicatori economici (entrate dello stato, investimenti pubblici, utilizzo dei fondi europei), oltre alla riduzione del deficit pensionistico e del tasso di disoccupazione. Malgrado la positività delle affermazioni, tuttavia, i dati furono contestati dall'opposizione. Ludovic Orban, nello specifico, il 23 luglio dichiarò senza mezzi termini:
(Ludovic Orban)
Il 10 agosto 2018 una grande manifestazione antigovernativa organizzata in varie città del paese dai romeni residenti all'estero portò in piazza centinaia di migliaia di persone. A Bucarest, tuttavia, le proteste furono represse dall'intervento della gendarmeria romena, che disperse la folla con l'uso di lacrimogeni. Gli scontri con le forze dell'ordine causarono centinaia di feriti e preoccuparono gli osservatori internazionali.

### Referendum costituzionale del 2018
Nell'ottobre 2018 il governo sostenne la celebrazione di un referendum costituzionale in tema di famiglia, al fine di rendere illegali i matrimoni omosessuali. Vicino alla visione tradizionalista condivisa dalla chiesa ortodossa romena e dalla maggioranza dei partiti politici (con l'eccezione dell'USR e del presidente Iohannis) il PSD, tuttavia, non riuscì a far presa sull'elettorato. Il referendum si concluse senza il raggiungimento del quorum e non ebbe effetti.

### Ministri dimissionari
La prima modifica alla squadra di governo avvenne nell'agosto 2018, quando il ministro della ricerca Nicolae Burnete rassegnò le proprie dimissioni in seguito alle critiche ricevute per la proposta di modifica dei criteri di finanziamento degli istituti di ricerca in base ai risultati ottenuti. La rettifica al bilancio deliberata dal governo, inoltre, avrebbe impattato direttamente il dicastero condotto da Burnete, riducendone i fondi a disposizione. 
Il ministero fu guidato ad interim dal vicepremier Viorel Ștefan fino al mese di ottobre, quando Nicolae Hurduc ne divenne il nuovo titolare.
Il 27 settembre 2018 fu la volta del ministro dell'istruzione Valentin Popa, che si scontrò con l'UDMR su un'ordinanza ministeriale che introduceva l'insegnamento della lingua romena nelle scuole primarie nelle aree delle minoranze linguistiche (nello specifico la folta comunità ungherese nei distretti di Covasna, Harghita e Mureș) da parte dei docenti di lingua romena di liceo e non dal maestro unico elementare. 
Il presidente dell'UDMR Kelemen Hunor chiese apertamente ed ottenne dal governo il ritiro dell'ordinanza, mentre Popa preferì abbandonare l'incarico, assunto ad interim da Rovana Plumb, che mantenne la posizione per quasi due mesi. 
Il 16 novembre, nonostante i dissapori emersi nel corso dei mesi con il presidente del partito, Ecaterina Andronescu fu indicata come nuovo ministro dell'istruzione.
A ridosso dell'inizio del semestre di presidenza romena del Consiglio dell'Unione europea, il 10 novembre 2018, il ministro con delega agli affari europei Victor Negrescu annunciò a sorpresa le proprie dimissioni, affermando di non ritenere possibile il mantenimento di determinati standard professionali in vista dell'importante impegno politico romeno del 2019, come risultato dei discorsi sostenuti durante le ultime sedute di governo. Il 14 novembre fu sostituito da George Ciamba

### Rimpasto del novembre 2018
Nel novembre 2018, in conseguenza di profonde tensioni interne al PSD, che avevano portato all'espulsione dal partito di nomi pesanti della dirigenza (tra i quali Marian Neacșu e Adrian Țuțuianu), Dragnea e Dăncilă si trovarono d'accordo sull'idea di un rimpasto generale della squadra di governo. Questo, tuttavia, fu reso difficile dal presidente della repubblica Iohannis, che si oppose a determinate nomine del primo ministro. La lista preposta il 20 novembre da Dăncilă prevedeva:
- Lia Olguța Vasilescu al ministero dei trasporti
- Marius Budăi al ministero del lavoro
- Niculae Bădălău al ministero dell'economia
- Alexandru Petrescu al ministero delle comunicazioni
- Daniel Breaz al ministero della cultura
- Bogdan Matei al ministero della gioventù e dello sport
- Ilan Laufer al ministero dello sviluppo regionale
- Gabriel Leș al ministero della difesa

Il presidente della repubblica si rifiutò di firmare i decreti di nomina di Vasilescu e Laufer e quello di destituzione del ministro dello sviluppo Paul Stănescu (personaggio in aperta rottura con Dragnea), facendo gridare il PSD allo scandalo. 
Ilan Laufer, di origine ebraica, accusò persino il presidente della repubblica di antisemitismo, annunciando di voler sporgere denuncia. Chiamando in causa ragioni di responsabilità, Stănescu si dimise il 26 novembre. 
Il primo ministro, quindi, propose una diversa formulazione, con la Vasilescu allo sviluppo regionale e Mircea Drăghici ai trasporti ma, malgrado la decisione, Iohannis comunicò di non voler procedere a nessuna nomina prima di dicembre, ossia solo dopo le celebrazioni del centenario della Giornata della Grande Unione.
Visto il rifiuto da parte del presidente della repubblica, il primo ministro si appellò alla corte costituzionale, che il 19 dicembre obbligò il capo dello stato a prendere atto delle dimissioni dei ministri e a motivare le sue scelte. 
Iohannis, tuttavia, in gennaio annunciò che non avrebbe accettato nemmeno le nomine di Drăghici e Vasilescu e il 7 gennaio firmò i decreti di assegnazione ad interim dei due ministeri a Rovana Plumb (trasporti) e Eugen Teodorovici (sviluppo regionale). 
La crisi si risolse solamente nel mese di febbraio, quando le nomine di Răzvan Cuc e Daniel Suciu furono accettate dal presidente della repubblica

### Semestre di Presidenza del Consiglio dell'Unione europea
Nel pieno dello scontro tra il PSD e le altre forze politiche, il 20 dicembre 2018 il governo sopravvisse agevolmente ad una nuova mozione di sfiducia presentata dall'opposizione (166 voti a fronte dei 233 necessari).
Il 27 dicembre il ministro della giustizia, inoltre, trasmise al presidente della repubblica la richiesta di revoca del procuratore generale dell'Alta corte di cassazione Augustin Lazăr, chiamando in causa gravi problemi comportamentali. Oltre a godere del sostegno di Iohannis, questi si difese accusando il governo di mettere in atto una pressione autocratica sulla magistratura.
Sul piano della giustizia, nel novembre 2018 un rapporto della Commissione europea nell'ambito del Meccanismo di Cooperazione e Verifica inviò al governo raccomandazioni speciali, accusando il paese di fare passi indietro sul piano della lotta alla corruzione, mentre parte della stampa internazionale iniziò ad accostare le manovre del PSD a quelle dei governi populisti conservatori e antieuropeisti in crescita nell'est Europa (Ungheria e Polonia). 
A margine dell'inizio del semestre romeno di Presidenza del Consiglio dell'Unione europea (dal 1º gennaio al 30 giugno 2019), infatti, le politiche del governo furono oggetto dei dubbi dell'opinione pubblica.
Gli scontri tra Bucarest e le istituzioni europee, con l'adozione di un linguaggio sempre più duro nei confronti delle strutture sovranazionali, ritenute colpevoli dagli alti esponenti del PSD di interferire in questioni politiche interne, preoccuparono lo stesso presidente della commissione europea Jean-Claude Juncker che dichiarò «Credo che il governo di Bucarest non abbia completamente compreso cosa significa presiedere gli altri paesi dell'Unione», mentre Iohannis affermò pubblicamente che il paese non era pronto per assumere l'incarico.

### Ritiro del sostegno parlamentare dell'UDMR
In procinto delle elezioni europee la coalizione di governo fece fronte al distanziamento dell'Unione Democratica Magiara di Romania, che il 23 maggio decise di stralciare l'accordo di collaborazione esterna con PSD e ALDE. Al centro della scelta vi era lo scandalo riguardante la ristrutturazione del cimitero di Valea Uzului, le cui responsabilità, secondo l'unione, ricadevano sull'esecutivo. 
Secondo la comunità ungherese il territorio su cui sorgeva il cimitero, che ospitava le tombe di alcuni eroi di etnia magiara, ricadeva sotto la giurisdizione della cittadina di Sânmartin (Harghita), mentre le autorità locali lo consideravano parte del villaggio di Dărmănești (Bacău). 
I lavori disposti dal comune di Dărmănești, che prevedevano la risistemazione dei loculi dei cittadini ungheresi al fianco di quelli di etnia romena, furono visti dalla minoranza come una profanazione della memoria dei suoi caduti, oltre a chiamare in causa problemi di ordine pubblico. 
In seguito a diverse manifestazioni di protesta, il 17 maggio un gruppo di attivisti ungheresi coprì con dei sacchi per l'immondizia delle croci romene, elemento che spinse le autorità ad avviare delle indagini per risalire ai colpevoli. 
Le perquisizioni domiciliari coinvolsero anche il vicesindaco di Sânmartin, evento che portò l'UDMR ad accusare apertamente le autorità di commettere un abuso ai danni della minoranza ungherese. 
Il partito biasimò l'inesistenza di indagini ufficiali riguardanti la supposta precedente violazione delle tombe ungheresi commessa dal comune di Dărmănești, mentre la mancanza di una presa di posizione da parte del governo fu duramente criticata dal presidente dell'UDMR Hunor Kelemen, che il 23 maggio annunciò il ritiro del sostegno della sua formazione all'esecutivo guidato da Viorica Dăncilă.

### Elezioni europee
Dopo mesi di conflitti tra la dirigenza del PSD e il ministro della giustizia Tudorel Toader, ritenuto reo di temporeggiare sull'emanazione di diversi decreti, tra i quali uno di amnistia, il 17 aprile 2019 il comitato esecutivo del partito decise di votare per la sua destituzione. 
Nel corso della stessa seduta si prese atto anche delle dimissioni dei ministri Rovana Plumb e Natalia Intotero, entrambe candidate alle elezioni europee di maggio, che rinunciarono al ruolo per potersi concentrare sulla campagna elettorale. In loro sostituzione furono proposti Eugen Nicolicea (giustizia), Oana Florea (fondi europei) e Liviu Brăiloiu (romeni all'estero). 
Le tre nomine, però, furono respinte dal presidente della repubblica, che dichiarò «Non sono preparati, non hanno l'atteggiamento necessario per occupare i portafogli». Onde evitare il prolungarsi di un ulteriore conflitto istituzionale sulle nomine ministeriali, quindi, il 24 aprile il premier indicò tre figure ad interim (Ana Birchall alla giustizia, Eugen Teodorovici ai fondi europei, Radu Oprea ai romeni all'estero), rimandando la risoluzione della questione a dopo le elezioni europee.
Il voto del 26 maggio, tuttavia, premiò ampiamente i gruppi di opposizione PNL e Alleanza 2020 USR PLUS. Dragnea riconobbe la sconfitta, ma dichiarò che il partito non avrebbe lasciato la guida del governo, come richiesto dall'opposizione e dal presidente della repubblica. 
Il 27 maggio 2019, quando lo spoglio non era ancora stato completato, l'Alta corte di cassazione e giustizia si pronunciò in via definitiva su un'inchiesta nella quale Dragnea figurava come imputato per abuso d'ufficio. 
Dopo numerosi rinvii, il tribunale condannò il leader del PSD a 3 anni e 6 mesi di detenzione, aprendo un'ulteriore breccia nel partito. Il primo ministro Viorica Dăncilă, quindi, assunse ad interim la funzione di presidente del partito e annunciò che, malgrado la gravità della situazione, non avrebbe rassegnato le proprie dimissioni.
Il 7 giugno Iohannis accettò tre delle quattro nomine proposte per coprire i vuoti ministeriali. Ana Birchall fu confermata come titolare della giustizia, Roxana Mânzatu dei fondi europei e Natalia Intotero, non eletta alle europee, rientrò alla guida del ministero dei romeni all'estero. Il nome di Titus Corlățean per il ruolo di vice primo ministro, invece, fu respinto per la mancanza dei requisiti di integrità e trasparenza stabiliti dal presidente. 
La Birchall, perciò, mantenne ad interim il titolo di vicepremier e di ministro per i partenariati strategici.
Il 18 giugno una nuova mozione di sfiducia sostenuta dall'opposizione fu battuta senza problemi dalla maggioranza di governo.

### Modifiche al consiglio dei ministri dell'estate 2019
Il 1º luglio 2019 il vice primo ministro Viorel Ștefan assunse l'incarico di membro della Corte dei conti europea, abbandonando la funzione ministeriale, che passò ad interim ad Eugen Teodorovici.
Le polemiche scaturite dall'organizzazione del voto per le europee nelle sezioni estere, quando numerosi elettori non riuscirono ad accedere ai seggi, che si protrassero per mesi, ebbero ripercussioni sui ministri degli interni e degli esteri Carmen Dan (PSD) e Teodor Meleșcanu (ALDE), ritenuti responsabili di tali problemi. 
Lo stesso presidente della repubblica, infatti, ne aveva chiesto pubblicamente le dimissioni. Pur prendendone le difese, i partiti della maggioranza nel mese di luglio decisero di sostituire i due ministri al centro delle controversie. 
Il 24 luglio, quindi, il governo indicò quali nuovi componenti del governo Nicolae Moga (PSD, interni), Ramona Mănescu (ALDE, esteri) e Mihai Fifor (PSD, che sostituiva il ministro provvisorio Birchall ai partenariati strategici).

#### Omicidio di Alexandra Măceșanu
Dopo appena una settimana dall'assunzione dell'incarico, tuttavia, Nicolae Moga rassegnò le proprie dimissioni, in conseguenza di un fatto di cronaca nera che scosse profondamente il paese, la morte dell'adolescente Alexandra Măceșanu. 
La ragazza fu uccisa a Caracal il 25 luglio in seguito ad un rapimento. Nonostante le forze dell'ordine fossero a conoscenza del luogo della sua detenzione forzata, per via di una serie di negligenze e rinvii da parte degli operatori di polizia le autorità non riuscirono ad evitare la tragedia, intervenendo con diverse ore di ritardo. 
Gli sviluppi delle indagini portarono ad una serie di dimissioni a catena: il capo della polizia di Caracal, l'ispettore generale del distretto di Olt, il capo della polizia romena Ioan Buda, il prefetto e il viceprefetto del distretto di Olt e il ministro degli interni Moga, che il 30 luglio nel corso di una conferenza stampa dichiarò:
(Nicolae Moga)
Il suo posto fu preso ad interim da Mihai Fifor.
Il caso Măceșanu fu al centro anche della destituzione del ministro dell'istruzione Ecaterina Andronescu che, esprimendosi sulla vicenda, il 2 agosto dichiarò che la ragazza sarebbe potuta scampare alla tragedia evitando di accettare il passaggio in auto da parte del suo rapitore. 
Tali osservazioni furono ritenute assolutamente fuori luogo dal primo ministro, che licenziò la Andronescu, che fu sostituita ad interim dal ministro della cultura Daniel Breaz.

### Ritiro dell'ALDE dalla maggioranza
Nei primi giorni di agosto emersero dei malumori da parte della dirigenza dell'ALDE riguardanti la continuazione della partecipazione al governo, mentre il partito avviò le trattative per un'alleanza con PRO Romania di Victor Ponta, gruppo situato all'opposizione. 
Il leader dell'ALDE Tăriceanu non negò l'esistenza di dubbi sul sostegno alla legge di revisione di bilancio proposta dal PSD, ritenuta non realistica, nonché sulla necessità della coalizione di governo nel contesto in cui il PSD non avrebbe supportato il leader dell'ALDE alle presidenziali del novembre 2019, in cui i partiti avrebbero presentato candidati separati. 
Il 12 agosto Tăriceanu chiese al primo ministro di procedere urgentemente alla redazione di un nuovo programma di governo e di realizzare una ristrutturazione completa dei ministeri facenti capo all'esecutivo, che avrebbe dovuto ottenere un nuovo voto d'investitura da parte del parlamento. 
Mentre Dăncilă propose un semplice rimpasto, Tăriceanu rigettò l'offerta, accusando altresì il premier di non averlo consultato per la scelta del nuovo Commissario europeo della Romania.
Ritenendo le fratture insanabili, il 26 agosto la delegazione permanente dell'ALDE votò a favore dell'uscita del partito della maggioranza, oltre ad approvare il sostegno ad un candidato comune con PRO Romania alle presidenziali, Mircea Diaconu. 
Tăriceanu dichiarò che per coerenza avrebbe anche rinunciato al ruolo di presidente del senato, mentre tre dei quattro ministri ALDE lasciarono il governo. Il titolare degli esteri Ramona Mănescu, tuttavia, affermò che non avrebbe lasciato il consiglio dei ministri, malgrado ciò comportasse la sua espulsione dal partito.
Viorica Dăncilă confermò che il governo avrebbe continuato sulla sua strada, malgrado una sottilissima maggioranza, mentre i partiti d'opposizione chiedevano di tornare alle urne.

### Conflitto con Iohannis sui nuovi ministri e sfiducia
Nel contesto della crisi di governo il 23 agosto il premier inoltrò al presidente Iohannis una lista per un eventuale rimpasto dei dicasteri in mano al PSD: Dana Gîrbovan alla giustizia, Ana Birchall ai partenariati strategici, Șerban Valeca all'istruzione e Mihai Fifor confermato ministro titolare agli interni. 
Il 28 agosto il capo di stato rifiutò tutte le nomine, invitando il governo a chiedere un nuovo voto d'investitura al parlamento, poiché non disponeva più della maggioranza. 
Con le stesse motivazioni, il 5 settembre Iohannis si rifiutò di firmare i decreti di nomina anche per i ministri ad interim indicati in sostituzione dei dimissionari in area ALDE: Niculae Bădălău all'energia, Ioan Deneș all'ambiente e Radu Oprea ai rapporti con il parlamento.
Per provare a garantirsi una più stabile maggioranza il PSD provò a cooptare parte dei membri dell'ALDE scontenti per la scelta di Tăriceanu, riuscendo ad indebolirne il peso a livello parlamentare. Mentre sostenendo Teodor Meleșcanu riuscì ad ottenerne l'elezione a presidente del senato, il partito cercò di proporre come nuovi ministri dei rappresentanti dell'ALDE. L'11 settembre il premier sottopose a Iohannis le nomine di:
- Grațiela Gavrilescu (ALDE) all'ambiente e come vicepremier
- Ion Cupă (ALDE) all'energia
- Ștefan Băișanu (ALDE) alle relazioni con il parlamento
- Daniel Chirilă (PSD) agli interni
- Camelia Gavrilă (PSD) all'istruzione
- Dan Matei (PSD) come vicepremier sui problemi economici

Il premier fece appello alla presidenza della repubblica affinché approvasse i nuovi ministri per garantire il corretto funzionamento delle istituzioni. Klaus Iohannis ribadì che non avrebbe autorizzato nessun decreto di nomina fino a quando il governo non si sarebbe sottoposto al voto di fiducia del parlamento.
In conseguenza dei veti posti dal capo di stato e dalla mancanza di azioni conseguenti da parte del governo il 12 settembre scadde il mandato ad interim agli interni per Mihai Fifor, mentre il 18 settembre fu la volta di quello dell'istruzione Daniel Breaz. 
Ciò ebbe ripercussioni immediate anche sull'organizzazione dell'esame di stato per la ripartizione dei nuovi medici praticanti, che fu posticipato a dicembre. Alla fine del settembre 2019 il governo si ritrovava con cinque ministeri vacanti.
Il 18 settembre una sentenza della Corte costituzionale riconobbe il diritto del premier di proporre dei ministri ad interim, che Iohannis sarebbe stato obbligato ad accettare, mentre la presidenza della repubblica pretese che il governo si presentasse in parlamento per la fiducia.
Nel pieno del conflitto istituzionale, il 1º ottobre 2019 l'opposizione (PNL, USR, UDMR, PRO, PMP, ALDE) presentò una mozione di sfiducia a firma di 237 parlamentari, tra i quali quattro membri del PSD, che sarebbe stata sottoposta a voto il 10 ottobre. 
Il governo fu battuto e costretto alle dimissioni con 238 voti favorevoli alla sfiducia, a fronte dei 233 necessari. Il premier Dăncilă rimase in carica fino al 4 novembre, data d'investitura del nuovo governo PNL di Ludovic Orban.

## Appoggio parlamentare e composizione
Il governo Dăncilă fu sostenuto da una coalizione di centro-sinistra, formata dal Partito Social Democratico (PSD) e dall'Alleanza dei Liberali e dei Democratici (ALDE). Insieme i due gruppi disponevano di 167 deputati su 329 (pari al 50,8% dei seggi alla camera dei deputati della Romania) e di 76 senatori su 136 (pari al 55,9% dei seggi al senato della Romania).
| Carica                                                                                  | Titolare                                                          | Titolare                                        | Partito      |
| --------------------------------------------------------------------------------------- | ----------------------------------------------------------------- | ----------------------------------------------- | ------------ |
| Primo ministro                                                                          |                                                                   | Viorica Dăncilă                                 | PSD          |
| Vice Primo ministro; Ministro dello sviluppo regionale e della pubblica amministrazione |                                                                   | Paul Stănescu (fino al 26 novembre 2018)        | PSD          |
| Vice Primo ministro; Ministro dello sviluppo regionale e della pubblica amministrazione | Eugen Teodorovici (ad interim; dal 7 gennaio al 22 febbraio 2019) |                                                 | PSD          |
| Vice Primo ministro; Ministro dello sviluppo regionale e della pubblica amministrazione | Daniel Suciu (dal 22 febbraio 2019)                               |                                                 | PSD          |
| Vice Primo ministro; Ministro dell'ambiente                                             |                                                                   | Grațiela Gavrilescu (fino al 27 agosto 2019)    | ALDE         |
| Vice Primo ministro                                                                     |                                                                   | Viorel Ștefan (fino 1º luglio 2019)             | PSD          |
| Vice Primo ministro                                                                     | Eugen Teodorovici (ad interim; dal 3 luglio 2019)                 |                                                 | PSD          |
| Vice Primo ministro; Ministro per l'implementazione dei partenariati strategici         |                                                                   | Ana Birchall (fino al 24 luglio 2019)           | PSD          |
| Vice Primo ministro; Ministro per l'implementazione dei partenariati strategici         |                                                                   | Mihai Fifor (dal 24 luglio 2019)                | PSD          |
| Ministro dell'economia                                                                  |                                                                   | Dănuț Andrușcă (fino al 20 novembre 2018)       | PSD          |
| Ministro dell'economia                                                                  | Niculae Bădălău (dal 20 novembre 2018)                            |                                                 | PSD          |
| Ministro degli affari esteri                                                            |                                                                   | Teodor Meleșcanu (fino 15 luglio 2019)          | ALDE         |
| Ministro degli affari esteri                                                            | Ramona Mănescu (dal 24 luglio 2019)                               |                                                 | ALDE         |
| Ministro degli affari interni                                                           |                                                                   | Carmen Dan (fino al 15 luglio 2019)             | PSD          |
| Ministro degli affari interni                                                           | Nicolae Moga (dal 24 luglio al 30 luglio 2019)                    |                                                 | PSD          |
| Ministro degli affari interni                                                           | Mihai Fifor (ad interim; dal 30 luglio al 12 settembre 2019)      |                                                 | PSD          |
| Ministro della difesa nazionale                                                         |                                                                   | Mihai Fifor (fino al 20 novembre 2018)          | PSD          |
| Ministro della difesa nazionale                                                         | Gabriel Leș (dal 20 novembre 2018)                                |                                                 | PSD          |
| Ministro delle finanze pubbliche                                                        |                                                                   | Eugen Teodorovici                               | PSD          |
| Ministro della giustizia                                                                |                                                                   | Tudorel Toader (fino al 24 aprile 2019)         | Indipendente |
| Ministro della giustizia                                                                |                                                                   | Ana Birchall (dal 24 aprile 2019)               | PSD          |
| Ministro dell'agricoltura e dello sviluppo rurale                                       |                                                                   | Petre Daea                                      | PSD          |
| Ministro dell'educazione nazionale                                                      |                                                                   | Valentin Popa (fino al 27 settembre 2018)       | PSD          |
| Ministro dell'educazione nazionale                                                      | Rovana Plumb (ad interim; dal 2 ottobre al 16 novembre 2018)      |                                                 | PSD          |
| Ministro dell'educazione nazionale                                                      | Ecaterina Andronescu (dal 16 novembre 2018 al 2 agosto 2019)      |                                                 | PSD          |
| Ministro dell'educazione nazionale                                                      | Daniel Breaz (ad interim; dal 2 agosto al 18 settembre 2019)      |                                                 | PSD          |
| Ministro del lavoro e della giustizia sociale                                           |                                                                   | Lia Olguța Vasilescu (fino al 20 novembre 2018) | PSD          |
| Ministro del lavoro e della giustizia sociale                                           | Marius Budăi (dal 20 novembre 2018)                               |                                                 | PSD          |
| Ministro dell'energia                                                                   |                                                                   | Anton Anton (fino al 27 agosto 2019)            | ALDE         |
| Ministro dei trasporti                                                                  |                                                                   | Lucian Șova (fino al 22 novembre 2018)          | PSD          |
| Ministro dei trasporti                                                                  | Rovana Plumb (ad interim; dal 7 gennaio al 22 febbraio 2019)      |                                                 | PSD          |
| Ministro dei trasporti                                                                  | Răzvan Cuc (dal 22 febbraio 2019)                                 |                                                 | PSD          |
| Ministro per gli affari, il commercio e le imprese                                      |                                                                   | Ștefan-Radu Oprea                               | PSD          |
| Ministro della salute                                                                   |                                                                   | Sorina Pintea                                   | PSD          |
| Ministro della cultura e dell'identità nazionale                                        |                                                                   | George Ivașcu (fino al 20 novembre 2018)        | Indipendente |
| Ministro della cultura e dell'identità nazionale                                        |                                                                   | Daniel Breaz (dal 20 novembre 2018)             | PSD          |
| Ministro delle acque e delle foreste                                                    |                                                                   | Ioan Deneș                                      | PSD          |
| Ministro della ricerca e l'innovazione                                                  |                                                                   | Nicolae Burnete (fino al 31 agosto 2018)        | PSD          |
| Ministro della ricerca e l'innovazione                                                  | Viorel Ștefan (ad interim; dal 12 settembre al 29 ottobre 2018)   |                                                 | PSD          |
| Ministro della ricerca e l'innovazione                                                  | Nicolae Hurduc (dal 29 ottobre 2018)                              |                                                 | PSD          |
| Ministro delle comunicazioni e della società dell'informazione                          |                                                                   | Bogdan Cojocaru (fino al 20 novembre 2018)      | PSD          |
| Ministro delle comunicazioni e della società dell'informazione                          | Alexandru Petrescu (dal 20 novembre 2018)                         |                                                 | PSD          |
| Ministro della gioventù e dello sport                                                   |                                                                   | Ioana Bran (fino al 20 novembre 2018)           | PSD          |
| Ministro della gioventù e dello sport                                                   | Bogdan Matei (dal 20 novembre 2018)                               |                                                 | PSD          |
| Ministro del turismo                                                                    |                                                                   | Bogdan Trif                                     | PSD          |
| Ministro per i romeni nel mondo                                                         |                                                                   | Natalia Intotero (fino al 24 aprile 2019)       | PSD          |
| Ministro per i romeni nel mondo                                                         | Radu Oprea (ad interim; dal 24 aprile al 7 giugno 2019)           |                                                 | PSD          |
| Ministro per i romeni nel mondo                                                         | Natalia Intotero (dal 7 giugno 2019)                              |                                                 | PSD          |
| Ministro per i rapporti con il parlamento                                               |                                                                   | Viorel Ilie (fino al 27 agosto 2019)            | ALDE         |
| Ministro dei fondi europei                                                              |                                                                   | Rovana Plumb (fino al 24 aprile 2019)           | PSD          |
| Ministro dei fondi europei                                                              | Eugen Teodorovici (ad interim; dal 24 aprile al 7 giugno 2019)    |                                                 | PSD          |
| Ministro dei fondi europei                                                              | Roxana Mânzatu (dal 7 giugno 2019)                                |                                                 | PSD          |
| Ministro con delega agli affari europei                                                 |                                                                   | Victor Negrescu (fino al 10 novembre 2018)      | PSD          |
| Ministro con delega agli affari europei                                                 | George Ciamba (dal 14 novembre 2018)                              |                                                 | PSD          |